# عبد الله بن صليح
عبد الله بن صليح هو لاعب كرة قدم سعودي، لعب بمركز الدفاع في نادي النصر، وكان المدير العام للاتحاد السعودي لألعاب القوى لعشر سنوات متواصلة من 2000م إلى 2010م.